# 尾原榮夫
尾原 榮夫（おはら しげお、1945年3月8日 -  ）は、日本の大蔵官僚。国税庁長官を務めた。

## 来歴・人物
山形県出身。1968年に東京大学法学部を卒業し、同年に大蔵省に入省。大臣官房文書課に配属。1972年7月に主計局総務課企画第一係長。1973年7月に左京税務署長。1974年7月に銀行局中小金融課長補佐（信用金庫・信用補完）心得。和歌山県総務部財政課長、主計局主計官補佐（通商産業第一、二係主査）、大臣官房企画官兼大臣官房秘書課、主税局税制第二課長、主税局税制第一課長などを経て、1992年6月26日に主税局総務課長。その後は内閣総理大臣秘書官（事務担当）から1994年4月28日に大臣官房調査企画課長。同年7月1日に大臣官房審議官（主税局担当）。1998年1月31日に主税局長。2001年7月10日に国税庁長官に就任。2002年7月に農林漁業金融公庫副総裁を経て、2005年8月に国家公務員共済組合連合会理事長に就任。
2018年6月にみずほ銀行取締役に就任。
2015年4月に瑞宝重光章を受章。